# Вандализм в Википедии
Вандализм в Википедии — умышленное вредительское редактирование содержимого страниц Википедии, других проектов фонда Викимедиа или иных вики. Как правило, оно совершается с целью компрометации достоверности и авторитетности энциклопедии. Вандализм включает в себя любое добавление, удаление или изменение информации, которое носит намеренно юмористический, бессмысленный, обманный, оскорбительный или клеветнический характер.
Технически вандализм содержимого Википедии довольно прост, потому что редактирование статей доступно для любого пользователя. Однако есть инструменты, обеспеченные возможностями движка MediaWiki, которые помогают участникам Википедии бороться с вандализмом. Так, у администраторов Википедии есть возможность защищать страницы от редактирования определённых групп пользователей, например, от анонимных участников. Администраторам и участникам Википедии в защите от вандализма также помогают боты, которые способны обнаружить и удалить последствия вандализма быстрее, чем это сделает любой редактор-человек.

## Вандализм в английской Википедии

### Джон Сайгенталер

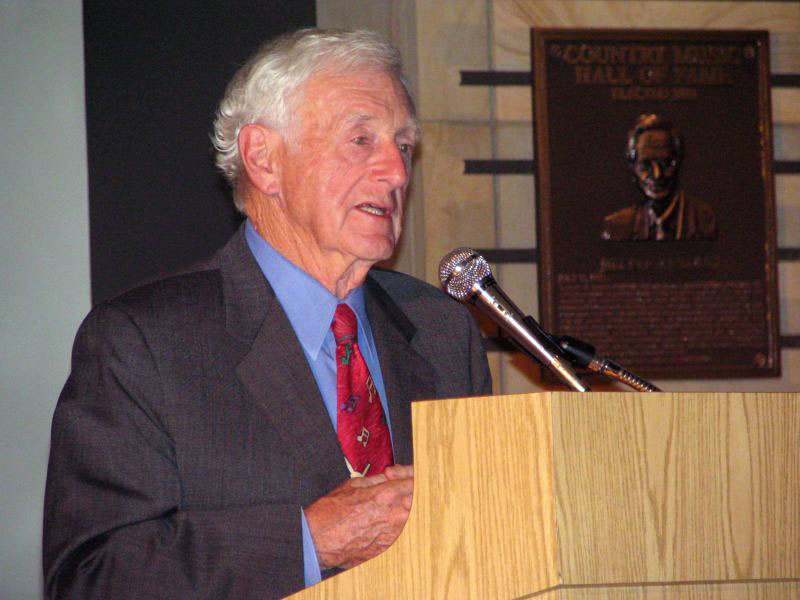
Джон Сайгенталер, статья о котором в 2005 году стала объектом вандализма в Википедии

В 2005 году анонимный участник Википедии создал статью-мистификацию, содержавшую клеветнические сведения о Джоне Сайгенталере, известном писателе и журналисте. Ошибочные утверждения оставались незамеченными с мая по сентябрь 2005 года, до тех пор, пока они не были обнаружены Виктором С. Джонсоном-младшим, другом Сайгенталера.
Скандал поставил под сомнение надёжность сведений, взятых из Википедии, а также других сайтов, чей контент свободно создается своими посетителями (см. Веб 2.0). Этот случай привёл к тому, что в англоязычной Википедии был принят ряд мер для борьбы с добавлением в статьи ложной информации, в том числе был введен запрет на создание новых статей анонимными пользователями.

### Стивен Кольбер

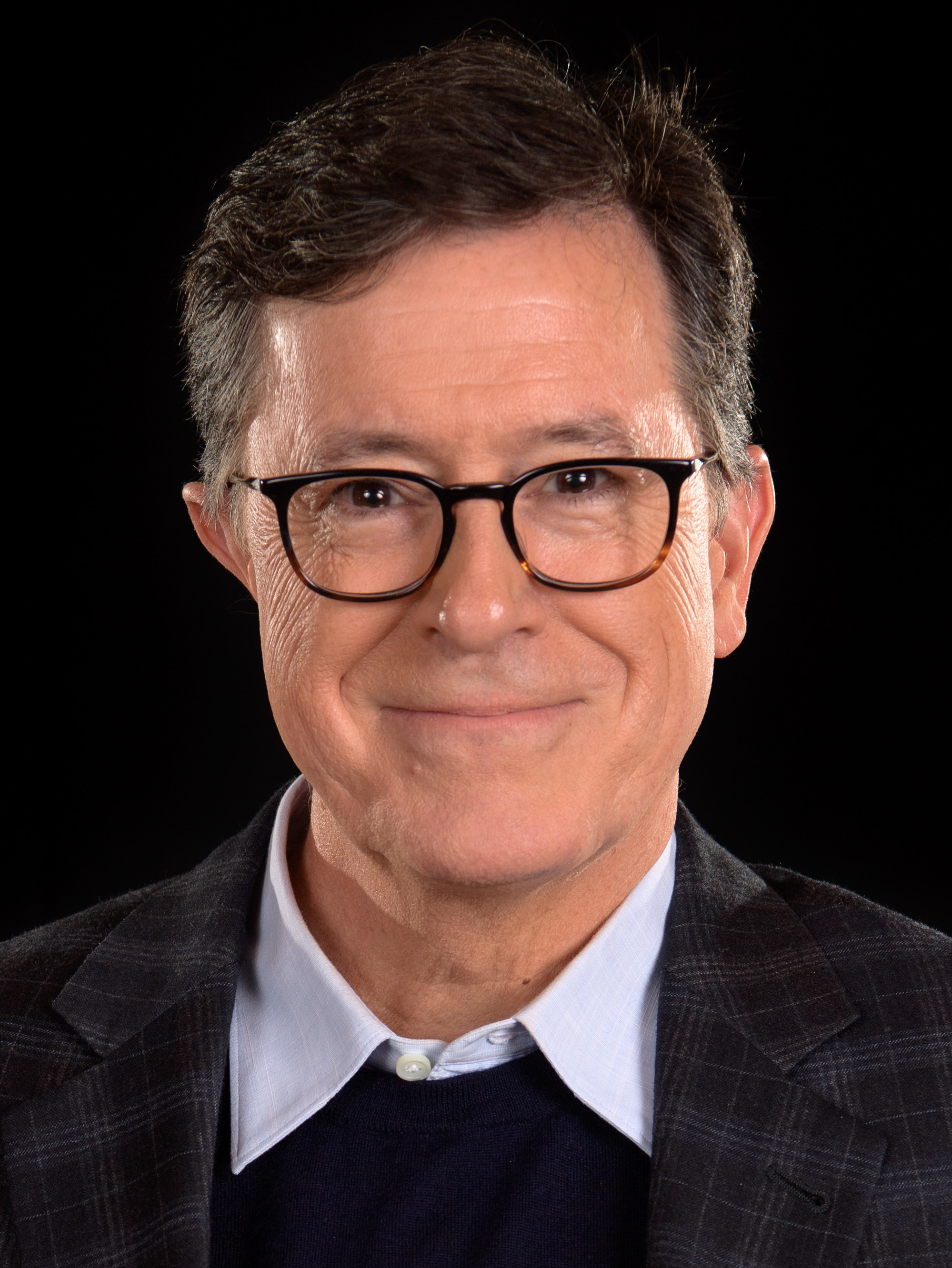
Стивен Кольбер в 2019 году

Комик Стивен Кольбер неоднократно упоминал Википедию в своём телешоу The Colbert Report, часто предлагая зрителям испортить определённые страницы в прямом эфире.
- В одном из эпизодов в 2006 году Кольбер предложил зрителям испортить статью «Слон» (англ. Elephant). В результате учётную запись Стивена в Википедии под псевдонимом «Stephencolbert» заблокировали, лишив его возможности редактирования. А многие статьи, связанные со слонами, были защищены от внесения исправлений[6].
- 7 августа 2012 года Кольбер предложил своим зрителям вандализировать страницы о возможных кандидатах в вице-президенты США от партии республиканцев в 2012 году. Речь шла о статьях про Тима Поленти и Роба Портмана. После объявления Кольбера и последующих правок его зрителей эти статьи были защищены администраторами Википедии от редактирования для анонимных пользователей[7].

### Вандализм о катастрофе в Хиллсборо
В апреле 2014 года газета Liverpool Echo сообщила, что компьютеры во внутренней сети британского правительства использовались для публикации оскорбительных сведений о катастрофе в Хиллсборо на страницах Википедии, посвящённых этой проблематике. Правительство объявило, что начнёт расследование этих сообщений. Последующее расследование The Daily Telegraph показало, что правительственные компьютеры, по-видимому, также использовались для вандализма и в ряде других статей. Вандальные правки часто включали в себя оскорбительные комментарии к биографическим статьям, а в одном случае в Википедию было добавлено ложное сообщение о смерти персоны.

### Политический вандализм

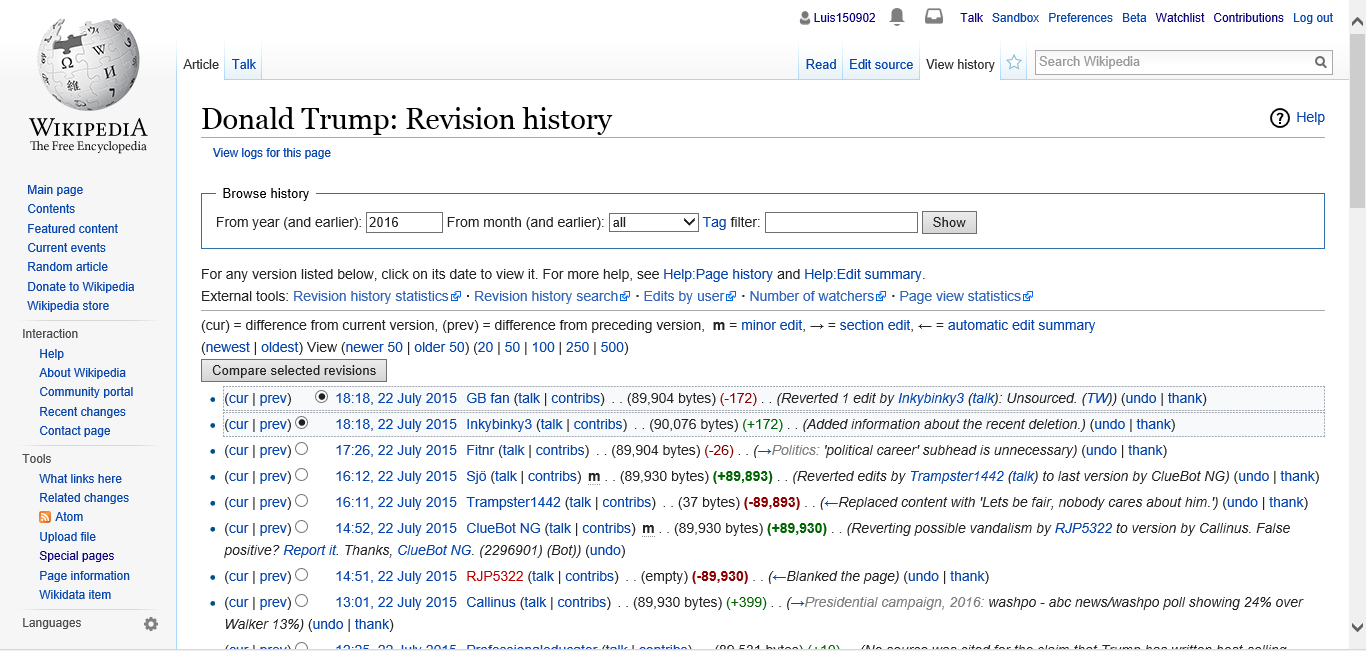
Содержимое статьи Дональд Трамп дважды удалялось 22 июля 2015 года

Политики — частая цель вандализма в Википедии. Статья о Дональде Трампе была полностью удалена, затем заменена одним предложением с критикой в его адрес в июле 2015 года. В ноябре 2018 г. вандалы заменили изображение в статье на фотографию полового члена. В результате этого виртуальный помощник Siri от компании Apple некоторое время показывал это изображение при выдаче ответов по теме.
В октябре 2016 года страницы Википедии про Хиллари и Билла Клинтона подверглись вандализму со стороны интернет-троллей из группы под названием «Gay Nigger Association of America». Они добавляли порнографические изображения в эти статьи.
В том же месяце страница Википедии кандидата в Ассамблею штата Нью-Йорк Джима Тедиско была изменена, чтобы сказать, что он «никогда не был частью большинства» (англ. never been part of the majority) и «многие считают его полным провалом» (англ. is considered by many to be a total failure). Тедиско выразил обеспокоенность по поводу изменений на своей странице.
24 июля 2018 года сенатор от штата Юта Оррин Хэтч опубликовал юмористические твиты о том, как обнаружил в поисковой выдаче Google информацию о том, что он умер 11 сентября 2017 года. Эти ошибочные сведения были связаны с вандальными правками в статье про него в Википедии. Точно так же вандализм статьи про Калифорнийскую республиканскую партию в Википедии стал причиной того, что в виджете выдачи Google в качестве идеологии партии был указан нацизм.

## Вандализм в русской Википедии
Известны случаи вандальных изменений в статьях русской Википедии, которые привлекали внимание русскоязычных СМИ.
Статью о главном здании МГУ анонимные пользователи дополнили шуточными сведениями о том, что «напротив здания стоит макет фундаментальной библиотеки МГУ в натуральную величину, в котором прячут выкопанную библиотеку Ивана Грозного». А в биографию ректора МГУ Виктора Садовничего добавили информацию про то, как он «объезжает … все свои владения на огненной колеснице, которая может домчать его в любое место на Земле в мгновение ока».
Статья о популярном певце и музыканте, лидере группы «Кино» Викторе Цое также часто подвергалась вандализму. Недобросовестные участники настойчиво добавляли в статью информацию о том, что смерть музыканта была вызвана асфиксией в процессе поедания мацы.
Другой известный случай вандализма в русской Википедии был связан с редко посещаемой служебной страницей Википедии про древнерусские храмы. В течение трёх с половиной месяцев вместо информации о деятельности князя Владимира на этой странице присутствовали ложные сведения о том, что Крещение Руси в 988 году состоялось «по решению князя Шевелева Павла Викторовича». Это же имя впоследствии использовал автор издательства «Эксмо» при подготовке книги «7 великих соборов России и ещё 75 храмов, которые нужно знать». В результате напечатанные экземпляры книги содержали явно ошибочную информацию об этом историческом событии, основанную на вандальной правке в Википедии Ошибку обнаружили, когда книга уже попала в продажу. Чтобы исправить ошибку, издательство вклеило на последнюю страницу лист с извинениями.

## В культуре

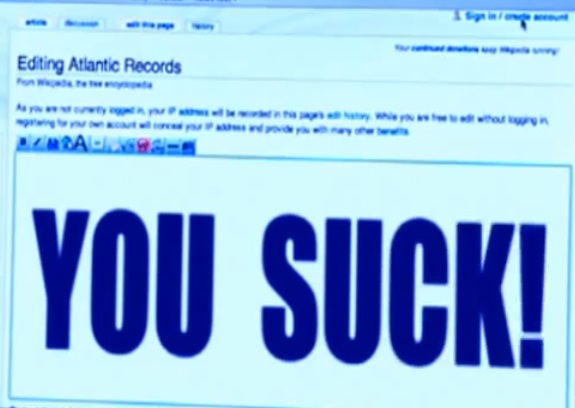
Вандализм героя песни White & Nerdy в статье про Atlantic Records

Герой видеоклипа «White & Nerdy» Странного Эла Янковича, стереотипный ботаник и нёрд, вандализирует страницу английской Википедии, посвящённую лейблу Atlantic Records. В кадре показано, как он заменяет содержимое статьи на фразу «ВЫ СОСЁТЕ» (англ. YOU SUCK!), написанную огромными буквами. Этот эпизод — отсылка к актуальным тогда событиям для Янковича, связанными со сложностями при получении прав на выпуск песни «You’re Pitiful», пародии Эла на песню Джеймса Бланта «You’re Beautiful». После выхода видеоклипа поклонники творчества Странного Эла многократно повторяли его вандальное исправление в той же статье. Инцидент привел к тому, что возможность редактирования статьи Atlantic Records была ограничена администраторами Википедии. Сам Янкович сказал, что не одобряет такую деятельность фанатов, но находит её, в определённой степени, довольно забавной (англ. I don't officially approve of that, but on a certain level it does amuse me).